# Spermacoce arida
Spermacoce arida är en måreväxtart som först beskrevs av Dc., och fick sitt nu gällande namn av Carl Ernst Otto Kuntze. Spermacoce arida ingår i släktet Spermacoce och familjen måreväxter.
Artens utbredningsområde är Puerto Rico. Inga underarter finns listade i Catalogue of Life.